# ژابرن
ژابرن (به صربی: Žabren) یک منطقهٔ مسکونی در صربستان است که در سینیتسا واقع شده‌است. ژابرن ۲۳٫۲۸ کیلومتر مربع مساحت و ۳۲۱ نفر جمعیت دارد.